# Sonaul
Sonaul (nep. सोनौम) – gaun wikas samiti w środkowej części Nepalu w strefie Dźanakpur w dystrykcie Mahottari. Według nepalskiego spisu powszechnego z 2001 roku liczył on 603 gospodarstw domowych i 3678 mieszkańców (1812 kobiet i 1866 mężczyzn).